# Sứ mệnh tình yêu
Paragit Ruk The Series ภารกิจรัก (tên tiếng Việt: Sứ mệnh tình yêu) là bộ phim Series của Thái Lan gồm bốn phần phát sóng vào năm 2017. Phim phát sóng trên kênh Channel 7 do hãng Pordeecom sản xuất. Xoay quanh bộ phim kể về chính trường ca là một lý tưởng sống, tình yêu và tình bằng hữu của những người quân nhân, phim có sự tham gia của các dàn diễn viên nam của đài 7. Bộ phim lấy bối cảnh thật gây cấn và hồi của các chàng trai trẻ trong đội đặc nhiệm, với tài diễn xuất thật hoành tráng và gây cấn làm cho người xem những phút giây hồi hộp và nghẹt thở.

## Nội dung
Tại khách sạn sang trọng ngụ trên đảo Phuket, đại diện của các ngân hàng cùng một loạt nhà đầu tư quốc tế đến gặp gỡ vào thảo luận một số hợp đồng thương mại có giá trị to lớn. "Richter" – tên lính đánh thuê nổi tiếng theo chủ nghĩa cực đoan qua cuộc chiến tại Iraq, Afghanistan, Libya,… ẩn dấu dưới lốt vỏ bọc vệ sĩ của mấy tay đại diện cùng 10 tên đàn em.
Khi cuộc họp bắt đầu, Richter cùng đàn em phát động cuộc khủng bố và bắt các đại diện cùng những nhà đầu tư làm con tin. Các vệ sĩ khác gần như bị giết hết. Richter cho các đại diện cùng những nhà đầu tư một cơ hội duy nhất để chuộc lấy mạng sống chính mình đó là chuyển một số tiền lớn vào tài khoản của tổ chức Hắc Thiết – một tổ chức khủng bố mang tính toàn cầu trải rộng khắp cả năm châu – có ông chủ đứng đằng sau là Mr. Jason – người mà từ trước đến giờ không ai biết được mặt thật của hắn. Và chính Richter cũng là cổ đông số 1 của tổ chức Hắc Thiết.
Thế nhưng tin các ông lớn bị bắt cóc bị lan truyền ra ngoài khách sạn đến chỗ bộ Quốc phòng bởi một trong những ông bị bắt trong đó có cả bộ trưởng bộ Thương mại của Thái Lan. Bộ trưởng đã bí mật gửi tin tình báo cho bộ Quốc phòng và tin rằng đây là mối đe dọa mang tầm quốc gia. Sau đó lệnh đã được ban xuống quân đội cấp tốc cử ngay lực lượng đặc biệt lập tức đi cứu con tin và phải bắt cho bằng được chủ mưu.
Đại úy lục quân Purit Sattakamonpan thuộc lục quân, đại úy hải quân Jirawat Sukplang thuộc hải quân, đại úy cảnh sát Khanin thuộc cơ quan tình báo DEA và đại úy không quân Karan thuộc không quân. Bốn chàng bạn thân thuộc hàng tinh nhuệ trong quân đội Thái Lan được triệu tập cùng nhau thực hiện nhiệm vụ gần như ngay lập tức. Cả bốn cùng nhau cứu sống các con tin và diệt được tay sai của tên Richter. Richter đã bị Purit hạ vào phút chót bằng một khẩu súng tỉa.
Sau khi nhiệm vụ bí mật hoàn thành, cả bốn trở thành "tinh hoa" trong quân đội. Series sẽ là 4 câu chuyện tình yêu của 4 anh chàng.

## Các diễn viên chính và phần phim
| Phần | Tựa                                                                              | Diễn viên chính                                                                                 | Ngày phát sóng tập đầu | Ngày phát sóng tập cuối | Số tập |
| ---- | -------------------------------------------------------------------------------- | ----------------------------------------------------------------------------------------------- | ---------------------- | ----------------------- | ------ |
| 1    | เหนี่ยวหัวใจสุดไกปืน / Niew Hua Jai Sood Glai Puen Khoảnh khắc quyết định             | Sukollawat Kanarot (Purit Sattakamonpan) Pattarasaya Kreursuwansiri (Napatchol Reungrosjanasap) | 01/07/2017             | 22/07/2017              | 10     |
| 2    | มือปราบเจ้าหัวใจ / Meu Brap Jao Hua Jai Chinh phục trái tim nàng                    | Saran Sirilak (Khanin Verote) Usamanee Vaithayanon (Mintra)                                     | 23/07/2017             | 18/08/2017              | 10     |
| 3    | ราชนาวีที่รัก / Ratchanawee Tee Ruk Chàng hải quân đáng yêu                          | Akkaphan Namart (Jinwat Sukplang) Sammy Cowell (Praewpun)                                       | 19/08/2017             | 09/09/2017              | 10     |
| 4    | ยึดฟ้าหาพิกัดรัก / Yeut Fah Ha Pigat Ruk Chiếm lĩnh bầu trời kiếm tìm tọa độ tình yêu | Mick Tongraya (Karun Hanyotin) Stephany Auernig (Irene Areeya / Airada)                         | 10/09/2017             | 01/10/2017              | 10     |

## Rating
| Phần | Tựa                                          | Tập | Tập 1 | Tập 2 | Tập 3 | Tập 4 | Tập 5 | Tập 6 | Tập 7 | Tập 8 | Tập 9 | Tập 10 | Trung bình |
| ---- | -------------------------------------------- | --- | ----- | ----- | ----- | ----- | ----- | ----- | ----- | ----- | ----- | ------ | ---------- |
| 1    | Khoảnh khắc quyết định                       | 10  | 6.46  | 6.2   | 6.61  | 6.9   | 7.06  | 6.28  | 7.93  | 6.6   | 7.35  | 8.09   | 6.95       |
| 2    | Chinh phục trái tim nàng                     | 10  | 5.86  | 5.6   | 6.5   | 6.0   | 6.44  | 6.58  | 7.07  | 5.5   | 7.35  | 8.71   | 6.561      |
| 3    | Chàng hải quân đáng yêu                      | 10  | 7.74  | 6.7   | 6.87  | 6.0   | 6.22  | 6.9   | 7.2   | 7.26  | 7.0   | 8.6    | 7.05       |
| 4    | Chiếm lĩnh bầu trời kiếm tìm tọa độ tình yêu | 10  | 6.3   | 6.5   | 7.0   | 6.8   | 5.5   | 6.8   | 6.4   | 7.2   | 7.9   | 8.4    | 6.88       |

## Ca khúc nhạc phim
- ภารกิจรัก / Pahragit Ruk - Sukollawat Kanarot, Saran Sirilak, Akkaphan Namart, Mick Tongraya (4 phần chung)
- ตรงนี้…ที่หัวใจ / Dtrong Nee Tee Hua Jai - Saranyu Winaipanit (Phần 1 - Khoảnh khắc quyết định)
- เจอกันที่ความรัก / Jur Gun Tee Kwahm Ruk - Pidsanu Nimsakul (Phần 2 - Chinh phục trái tim nàng)
- ให้หัวใจพูดกัน / Hai Hua Jai Poot Gun - Chart Suchart (Phần 3 - Chàng hải quân đáng yêu)
- ด้วยชีวิตที่มี / Duay Cheewit Tee Mee - Thanasit Jaturaput (Phần 4 - Chiếm lĩnh bầu trời kiếm tìm tọa độ tình yêu)